# IX Liceum Ogólnokształcące im. Karola Libelta w Poznaniu
IX Liceum Ogólnokształcące im. Karola Libelta w Poznaniu (zwane także Dziewiątką). Liceum znane głównie z profili biologiczno-chemicznych i akademicko humanistycznych.

## Historia szkoły
IX Liceum Ogólnokształcące im. Karola Libelta w Poznaniu powstało w roku 1952 w komercjalno – robotniczej dzielnicy Wilda i rozpoczęło swoją działalność jako „Jedenastoletnia Szkoła Ogólnokształcąca” w nowo oddanym budynku przy ulicy Łozowej, Dębiec. W roku 1956 po wypadkach poznańskich dyrektorem szkoły został Edgar Tłuchowski i za jego piętnastoletniej kadencji nastąpiły istotne zmiany w historii szkoły. W roku 1959 zmieniono nazwę szkoły na „Szkoła Podstawowa oraz Liceum Ogólnokształcące nr 9 w Poznaniu im. Filipiny Płaskowickiej”, a rok później nastąpiło rozłączenie Liceum Ogólnokształcącego nr 9 i Szkoły Podstawowej nr 21. Imię Filipiny Płaskowickiej pozostało przy szkole podstawowej. Jednak nadal obie szkoły znajdowały się w jednym budynku. W roku 1963 ze względu na wyż demograficzny i wzrost popularności szkoły dobudowano drugie piętro do istniejącego budynku, ale inwestycja ta tylko na krótko rozwiązała trudną sytuację związaną z brakiem miejsc w klasach – spóźnialscy musieli siedzieć na korytarzu w dostawianych ławkach. W roku 1968 problem ten definitywnie został rozwiązany dzięki przeprowadzce do nowego budynku przy ulicy Warzywnej, w którym szkoła mieści się do dziś. Imię Karola Libelta nadano szkole w roku 1975.

## Edukacja
Szkoła jest znana z profili biologiczno-chemicznych oraz akademicko-humanistycznych. Uczniowie profilu akademickiego mogą uczestniczyć w wykładach, seminariach oraz warsztatach prowadzonych przez naukowców z Kolegium Europejskiego UAM oraz Instytutu Filologii Polskiej UAM. „Dziewiątka” jest jedną z trzech szkół w Poznaniu, przygotowujących młodzież do międzynarodowego egzaminu sprawdzającego kompetencje językowe (DSD II). Uczestniczy także w licznych programach naukowych organizowanych przez Unię Europejską, np. „Fizyka jest ciekawa”, „Nadeszła era inżyniera”. Obecnie w 3-letnim cyklu nauki można wybrać następujące profile:
- biologiczno-chemiczny
- matematyczno-fizyczny (z fakultatywną informatyką)
- ekonomiczny
- turystyczny
- akademicko-humanistyczny
- ekologiczny

## Program partnerski
Szkoła jest partnerem programu niemieckiego rządu – Schulen: Partner der Zukunft.

## Znani absolwenci
- Grzegorz Balcerek – biskup katolicki
- Jacek Mejer – muzyk hip-hopowy
- Maciej Frankiewicz – wiceprezydent Poznania
- Juliusz Kubel – publicysta, reżyser